# John Crichton (3e comte Erne)
Pour les articles homonymes, voir Crichton.
John Crichton, 3e comte Erne, (30 juillet 1802 - 3 octobre 1885), est un pair et homme politique anglo-irlandais.

## Biographie
Il succède à son oncle en tant que troisième comte Erne en 1842. En 1845, il est élu pair représentant irlandais à la Chambre des lords, et le reste jusqu'à sa mort. Il est également Lord Lieutenant de Fermanagh de 1845 à 1885. Il est fait Chevalier de l'Ordre de St Patrick en 1868 et en 1876, il est créé baron Fermanagh, de Lisnaskea dans le comté de Fermanagh, dans la pairie du Royaume-Uni. Ce titre lui donne, ainsi qu'à ses descendants, un siège automatique à la Chambre des Lords.
On se souvient également de Lord Erne en tant qu'employeur de l'infortuné capitaine Charles Boycott, dont la mauvaise gestion des relations avec les travailleurs agricoles du domaine de Lord Erne dans le comté de Mayo provoque une crise d'ordre politique et public et entraîne la stratégie qui a donné à la langue anglaise le terme de boycott.
Lord Erne épouse Selina Griselda, fille du révérend Charles Cobbe Beresford, en 1837. Il est décédé en octobre 1885, à l'âge de 83 ans, et son fils aîné John, qui devient ministre du gouvernement conservateur, lui succède.